# Brasilândia do Tocantins
Brasilândia do Tocantins is een gemeente in de Braziliaanse deelstaat Tocantins. De gemeente telt 2.208 inwoners (schatting 2009).